# تود ميخائيل هال
تود ميخائيل هال (بالإنجليزية: Todd Michael Hall)‏ هو مغني أمريكي، ولد في 27 سبتمبر 1969 في ساغيناو في الولايات المتحدة.

## وصلات خارجية
- تود ميخائيل هال على موقع ميوزك برينز (الإنجليزية)
- تود ميخائيل هال على موقع أول ميوزيك (الإنجليزية)
- تود ميخائيل هال على موقع ديسكوغز (الإنجليزية)